# Cerco de Agrigento (210 a.C.)
O Cerco de Agrigento foi realizado em 210 a.C., durante a Segunda Guerra Púnica, na antiga cidade-estado grega de Agrigento. As forças romanas do cônsul Marco Valério Levino, apoiadas pela traição dos númidas, conseguiram capturar a cidade, mas deixaram que Hanão e Epicida, seus comandantes, escapassem.

## Contexto histórico
Lívio descreve aquele momento específico da guerra que já vinha sendo travada por oito anos:
| “ | Não houve outro momento da guerra no qual cartagineses e romanos [...] se encontravam em grandes dúvidas entre a esperança e o medo. Na realidade, os romanos nas províncias, de um lado pela derrota na Hispânia, de outro pela vitória das operações na Sicília (212-211 a.C.), se dividiam entre a alegria e a dor. Na Itália, a perda de Taranto gerou perdas e muito temor, mas a vitoriosa defesa na cidadela contra todas as esperanças gerou grande satisfação (212 a.C.). O súbito choque e terror de ver Roma cercada e atacada logo depois foi trocado pela alegria da rendição de Cápua. Também a guerra ultramar estava equilibrada entre as partes [...]: [se de um lado] Filipe se tornou inimigo de Roma em um momento totalmente desfavorável (215 a.C.), novos aliados foram feitos, como os etólios e Átalo, rei da Ásia, quase como se a Fortuna já estivesse prometendo aos romanos o império do oriente. Da parte dos cartagineses, se contrapunha à perda de Cápua, a captura de Taranto e, se era motivo de glória para eles, a marcha até as próprias muralhas de Roma sem que ninguém pudesse interrompê-los; por outro lado o arrependimento pela empreitada vã e a vergonha de que, enquanto estavam sob os muros de Roma, por uma outra porta partiu um exército romano para a Hispânia. Na mesma Hispânia, quando se esperava que os cartagineses buscassem o fim da guerra e caçassem os romanos depois de haver destruído dois grandes generais, Públio e Cneu Cornélio, e seus exércitos [...] esta mesma vitória acabou inutilizada por causa de um general improvisado, Lúcio Márcio. E assim, graças às ações equilibradas do destino, de ambas as partes estavam intactos a esperança e o temor, como se, a partir daquele preciso momento, tivesse começado pela primeira vez a guerra inteira. | ” |
|   | — Lívio, Ab Urbe Condita XXVI, 37. |   |

## Casus belli
Já no final de 210 a.C., o cônsul Marco Valério Levino chegou à Sicília juntamente com antigos e novos aliados com o objetivo de analisar a situação que estava suspensa em Siracusa por causa da paz recente. Ele conduziu em seguida duas legiões a ele encarregadas contra Agrigento para cercar a cidade, o último baluarte cartaginês e era protegida por uma poderosa guarnição. Lívio afirma que "a Fortuna favorecia a empreitada".
O general dos cartagineses era o mesmo Hanão que havia combatido perto do rio Imera em 212 a.C.. A esperança de todos esta, porém, depositada nos númidas e em Mutina. Este último, rondando por toda a Sicília saqueando as terras dos aliados romanos, se aproximava da cidade de Agrigento. A fama de suas campanhas havia ofuscado a do comandante responsável da defesa de Cartago, suscitando a inveja, a ponto de fazê-lo colocar seu próprio filho no comando que era de Mutina. Esta ordem, porém, teve o efeito contrário, aumentando ainda mais o prestígio que o comandante númida já tinha. Mutina não tolerou o ultraje e enviou embaixadores de sua parte a Levino oferecendo a rendição da cidade.

## Tomada da cidade
Uma vez acertada a forma do acordo, os númidas ocuparam a porta que dava para o mar, assassinaram a guarda, receberam os romanos na cidade, que imediatamente se espalharam pelas ruas num grande furor. Hanão, acreditando estar lidando com uma revolta dos númidas, como já havia ocorrido antes, decidiu enfrentá-la; contudo, quando percebeu que lutava contra os romanos, decidiu fugir. Saindo pela porta oposta com Epicida, chegou ao mar com poucos companheiros e, capturando uma pequena embarcação, abandonou a Sicília e cruzou para a África. Muitos dos cartagineses e sicilianos presentes na cidade também fugiram sem tentar nem ao menos lutar, mas como as portas estavam fechadas, acabaram trucidados diante delas.

## Consequência
Ocupada Agrigente, Levino ordenou a decapitação dos principais cidadãos depois de tê-los açoitado. Todos os demais foram vendidos como escravos e o dinheiro resultante, enviado a Roma. Quando se espalhou pela Sicília a notícia da queda de Agrigento, o destino da guerra na Sicília mudou para o lado dos romanos. Num curto espaço de tempo, de sessenta e seis cidades, seis foram tomadas à força, vinte foram capturadas por causa de traidores e quarenta se entregaram voluntariamente. O cônsul, depois de haver distribuído aos líderes de cada uma das cidades recompensas ou punições segundo suas ações, Velino obrigou os sicilianos a abandonarem armas e se dedicarem à agricultura, alterando o objetivo da ocupação romana da ilha, a partir daquele momento, para a produção de alimentos não apenas para seus habitantes, mas também para fornecer cereais para Roma e para a Itália.
De Agartirna, Levino cruzou para a Itália com um bando bastante indisciplinado. Eram quatro mil homens de todas as origens, muitos exilados por dívidas ou crimes capitais que, por diversas razões, o destino havia combinado naquela cidade, onde viviam de roubos e outros crimes. Levino não achou prudente deixar na Sicília estas pessoas, especialmente quando a paz começava a se consolidar. Esta foi a última grande batalha da Segunda Guerra Púnica na Sicília.